# 빌라노바이라젤트루

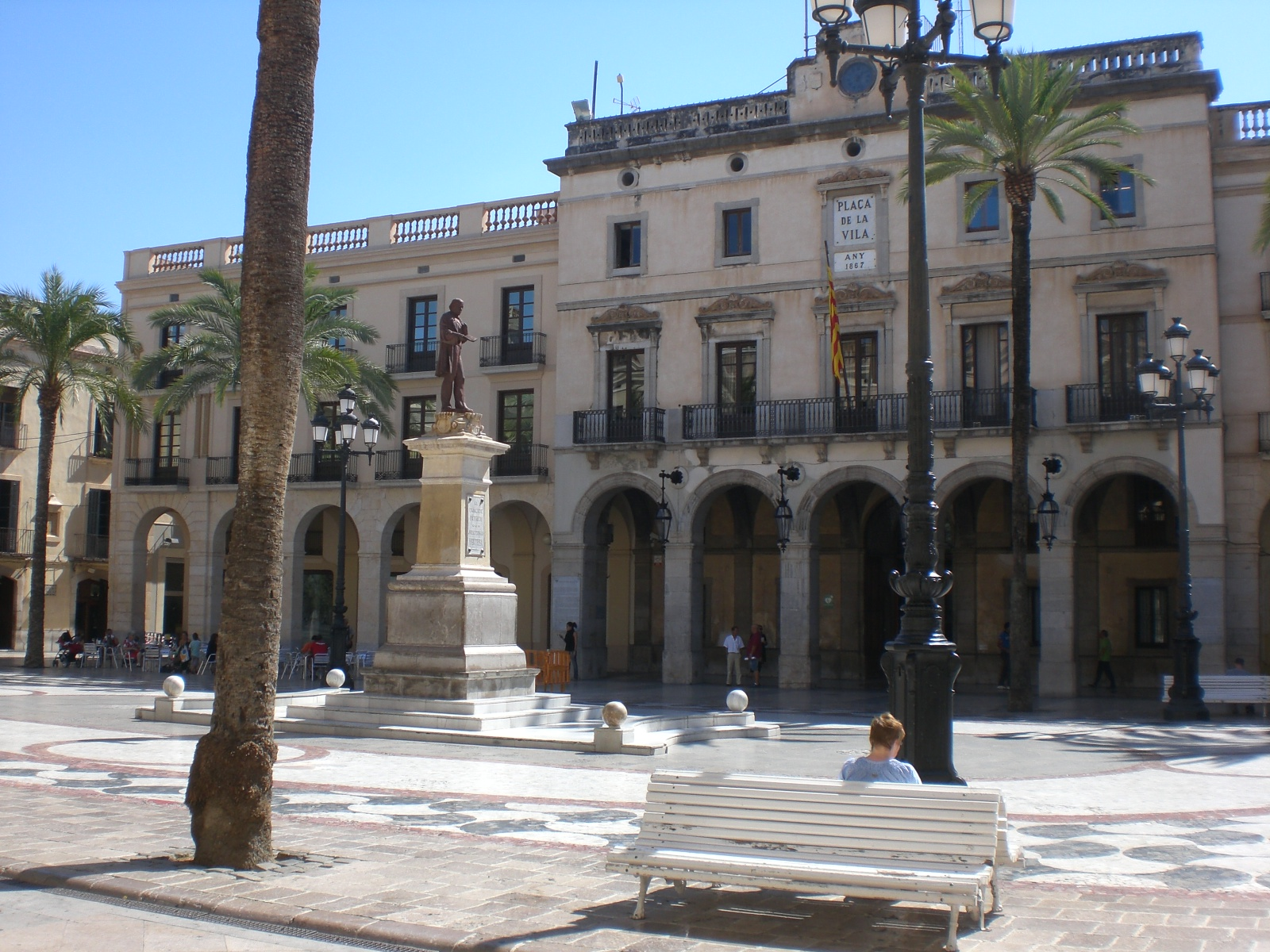
빌라노바이라젤트루

빌라노바이라젤트루(카탈루냐어: Vilanova i la Geltrú, 스페인어: Villanueva y Geltrú)는 스페인 카탈루냐 지방 바르셀로나주의 도시로 면적은 34.0km2, 높이는 22m, 인구는 65,941명(2014년 기준), 인구 밀도는 1,900명/km2이다. 바르셀로나에서 남서쪽으로 40km, 시제스에서 북동쪽으로 10km 정도 떨어진 곳에 위치한다.

시기
시 문장

## 자매 도시
- 스페인 비야레알
- 프랑스 메리냐크
- 쿠바 마탄사스